# On Line Novo Hamburgo
 (signalé en mai 2025).
Si vous disposez d'ouvrages ou d'articles de référence ou si vous connaissez des sites web de qualité traitant du thème abordé ici, merci de compléter l'article en donnant les références utiles à sa vérifiabilité et en les liant à la section « Notes et références ».
- Archive Wikiwix
- Bing
- Cairn
- DuckDuckGo
- E. Universalis
- Gallica
- Google
- G. Books
- G. News
- G. Scholar
- Persée
- Qwant
- (zh) Baidu
- (ru) Yandex
- (wd) trouver des œuvres sur Wikidata

L' On Line Novo Hamburgo est un club de volley-ball brésilien basé à São Leopoldo, et qui évolue au plus haut niveau national (Superliga).

## Palmarès
Néant.

## Effectif de la saison en cours
Entraîneur : Jorge Schmidt  Brésil
| Numéro | Nom                            | Taille | Nationalité | Poste |
| 1      | Cristiano ROSA DOS SANTOS      | 2,00   | Brésil      | C     |
| 2      | Fabiano DE MENDONCA BITTAR     | 2,00   | Brésil      | A     |
| 3      | Gilmar NASCIMENTO TEXEIRA      | 1,96   | Brésil      | R/A   |
| 4      | Douglas David ALVES CORDEIRO   | 1,98   | Brésil      | C     |
| 5      | Breno VASCONCELO DE OLIVEIRA   | 2,00   | Brésil      | R/A   |
| 6      | Marcelo KORBES SCHMIDT         | 1,98   | Brésil      | P     |
| 7      | William PEIXOTO ARJONA         | 1,85   | Brésil      | P     |
| 8      | Ivan LUIZ FAGUNDES WALTER      | 1,90   | Brésil      | R/A   |
| 9      | Marcelo PATEL VENTURA DA SILVA | 1,99   | Brésil      | C     |
| 10     | Romulo SILVA LIBERATO BATISTA  | 1,99   | Brésil      | R/A   |
| 11     | Marcel Henrique KODAMA RAMOS   | 1,80   | Brésil      | P     |
| 12     | Thiago DE SOUZA MACIEL         | 1,97   | Brésil      | A     |
| 13     | Mauricio ZANETTE MUGNAINI      | 1,95   | Brésil      |       |
| 14     | Jefferson ORTH                 | 1,89   | Brésil      | L     |
| 15     | Lucas BOLANUME VIEIRA          | 2,00   | Brésil      | C     |
| 16     | Jean Carlo BADALOTTI           | 1,92   | Brésil      | R/A   |
| 17     | Diogenes ZAGONEL               | 1,95   | Brésil      | R/A   |
| 18     | Lucas PROVENSANO JOÃO DE DEUS  | 1,78   | Brésil      | L     |